# Strage

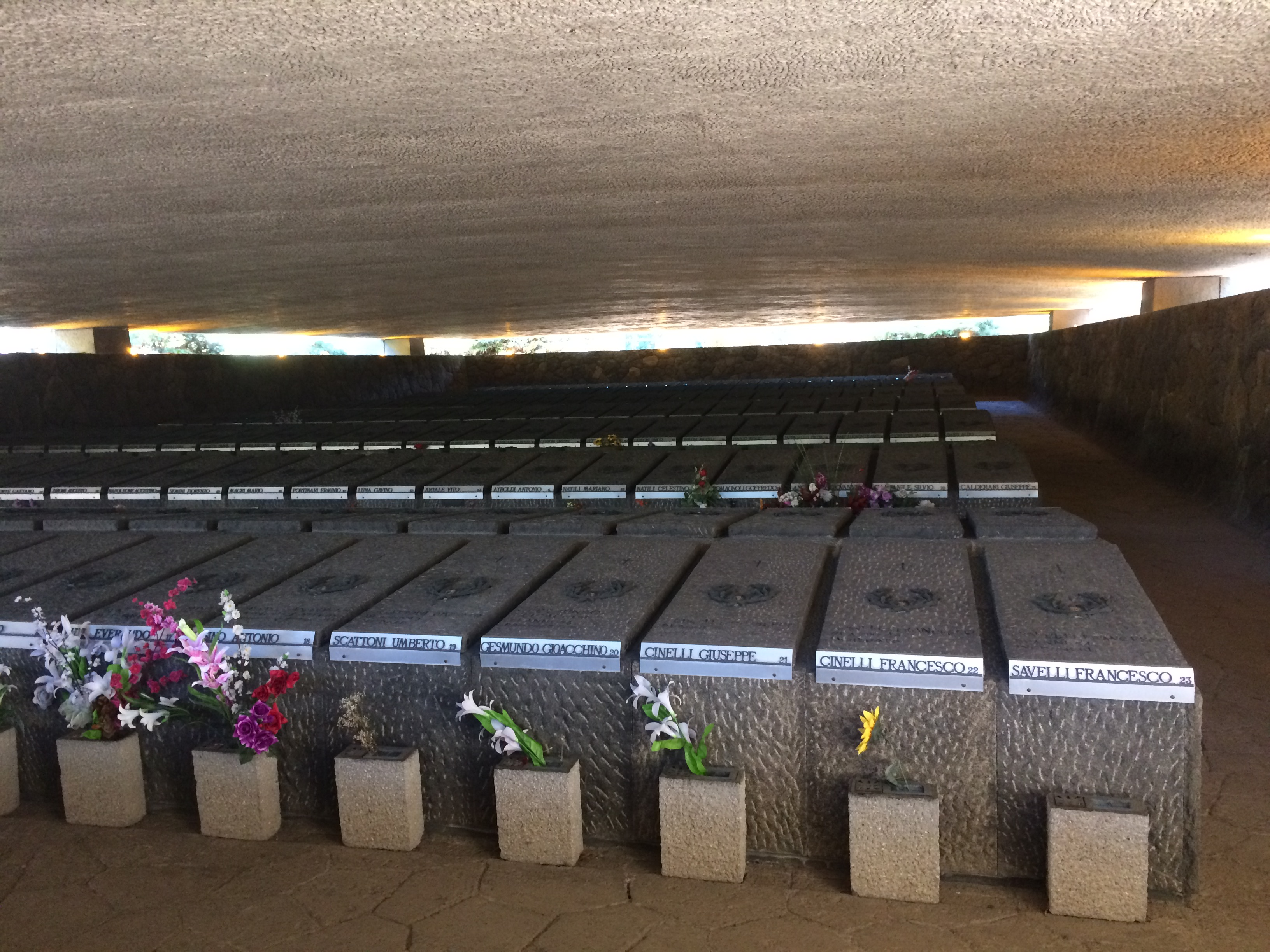
Il mausoleo a Roma che ricorda l'eccidio delle Fosse Ardeatine

La strage, spesso chiamata anche eccidio, carneficina, omicidio di massa o massacro, è un grave atto di uccisione volutamente spietata e perlopiù contemporanea di un gran numero di esseri viventi da parte di un individuo o di un gruppo armato.

## Analisi del concetto
Il termine non è da confondere con distruzione di massa in uso nel contesto militare né con l'omicidio plurimo perché questo è rivolto contro persone determinate. In senso lato si parla di strage riguardo alla generica uccisione di una pluralità di persone. Secondo l'FBI è necessaria la presenza di quattro o più omicidi nel corso di un particolare evento senza la "fase di stasi" tra un omicidio e l'altro.
Stragi possono essere compiute da individui o organizzazioni sia criminali sia assoldate dallo Stato come ad es. le repressioni della polizia nelle manifestazioni civili, il bombardamento a tappeto e l'esecuzione indiscriminata e pianificata di gruppi di persone. La strage si distingue dallo spree killer che agisce in due o più località senza interruzioni tra l'uno e l'altro delitto.

## Classificazione

### Strage di Stato
Generalmente rientrano in questa categoria gli atti compiuti durante una guerra, specialmente mediante l'utilizzo di armi di ampia portata distruttiva. L'obiettivo urbano, in particolare, si richiamava alla "concezione rinascimentale" della città intesa come unità spirituale di un popolo, riprendendo gli studi sulla psicologia del panico già sperimentata da Orson Welles e analizzata tempo prima da Gustave Le Bon secondo il quale un individuo che fa parte della folla adegua subito il proprio comportamento alla massa, subendo una regressione di controlli logici e razionali in favore di istinti ed emozioni tali da annullare la propria responsabilità.
L'idea che lo Stato pianifichi una strage, tuttavia, si estende lungo un ampio ventaglio di altre possibilità:
- Genocidio è la sistematica e deliberata distruzione di un gruppo etnico, religioso o nazionale. Nel 1948 grazie alla Convention on the Prevention and Punishment of the Crime of Genocide (CPPCG) è stato possibile giungere a una definizione universale di tale tipo di massacro. Fino a oggi, tuttavia, solo due casi sono stati categorizzati come tali: Srebrenica e Ruanda. Precedentemente vi sono stati altri casi del genere come il massacro degli Armeni, l'olocausto ebraico, ecc.
- Repressione è la distruzione di un gruppo di persone che condividono interessi politici o culturali. Ne sono esempi: la "pulizia etnica" di Béla Kun contro i Turchi e i Tartari e altre minoranze negli anni 1921-22, le purghe di Stalin, la Campagna per reprimere le opposizioni di Mao Zedong, i campi di sterminio di Pol Pot,il Massacro di Lauria in Italia, il Massacro di Hama in Siria, il massacro di Jallianwala Bagh in India, la repressione di Tlatelolco e, non per ultime, le stragi di Suharto del New Order.
- Planoclastia si riferisce sia all'omicidio pianificato di civili durante la guerra, come ad es. l'esecuzione dei prigionieri o dei ribelli al termine di una guerra oppure ad es. il Massacro di Nanchino, della Foresta di Katyn, dei cittadini polacchi nel 1940.[senza fonte] La fucilazione di 7.000 prigionieri polacchi in 28 giorni rimane il più grande massacro compiuto da un solo individuo nella Storia[8].
- Democidio è, secondo la definizione di Rudolph Joseph Rummel, l'omicidio di larghi strati della popolazione a causa di politiche inefficienti da parte del governo di uno Stato come ad es. l'Holodomor in Unione Sovietica,[9] e i disastrosi effetti della carestia e della rivoluzione culturale in Cina[10].

### Strage di follia
In questa categoria di massacri possono rientrare una serie di gruppi sociali come famiglie, colleghi di lavoro, studenti o persone scelte a caso. Le motivazioni spaziano dalla psicopatia alla ricerca di notorietà. In USA si contano, tra l'altro, i casi di Eric Harris e Dylan Klebold, Ronald DeFeo Jr., George Hassell, Andrew Kehoe, Howard Unruh, Richard Hickock e Perry Smith, Richard Speck e Charles Whitman.
Gli impiegati che uccidono i propri sottoposti sono soprannominati "lavoratori frustrati" molti dei quali ex-impiegati o licenziati. Dopo le dimissioni, questi individui motivati solo dal desiderio di vendetta, tornano sul posto di lavoro e sono cause di tragedie. Nel 1980 a seguito di due incidenti provocati da due postini licenziati, il termine going postal divenne sinonimo di raptus ergonomici e di furie omicide. Uno di questi, Richard Farley, dopo essere stato denunciato per stalking da una collega, ritornò in ufficio e sparò a sette persone.
In alcuni casi il massacro può essere commesso durante una rivolta in un penitenziario, come ad es. accadde nel 1980 nel carcere di New Mexico dove morirono trentatré persone, molti dei quali si trovavano nella sezione "protetti", colpiti da armi da taglio e altri oggetti contundenti nell'arco delle 48 ore della rivolta. Diversamente dai serial killer, raramente si riscontra un movente a sfondo sessuale nei massacri, eccetto il caso di Sylvestre Matuschka, uno psicopatico ungherese che provava l'orgasmo facendo saltare in aria i treni con la dinamite. La sua mania costò la vita a ventidue persone prima dell'arresto avvenuto nel 1931.
Il 22 luglio 2011 Anders Breivik, cittadino norvegese, uccise settantasette persone, per lo più di giovane età, in due separate azioni. Il primo attacco consisteva nell'esplosione di una bomba nei pressi del palazzo del governo a Oslo causando 8 vittime. Il secondo attacco si svolse a 40 km di distanza nell'isola di Utøya dove si stava svolgendo un raduno del movimento progressista. Travestito da poliziotto, attese che i membri del congresso si riunissero in gruppo e quindi aprì il fuoco uccidendone 69 nell'arco di 90 minuti.
La strage di Nakhon Ratchasima compiuta in Thailandia nel febbraio 2020 fu opera del soldato dell'esercito thailandese Jakrapanth Thomma, che uccise 30 persone, ne ferì 57 e fu quindi ucciso dalle forze dell'ordine. Le prime due vittime furono un suo superiore e la suocera di quest'ultimo, che si erano rifiutati di dargli dei soldi che gli spettavano. Subito dopo continuò a uccidere persone innocenti nella caserma in cui prestava servizio, in strada e in un centro commerciale, e non fu mai trovata una risposta sui motivi che lo spinsero a uccidere queste ultime.
Altri massacri compiuti da più di una persona, non sono rari: Eric Harris e Dylan Klebold, Mitchell Johnson e Andrew Golden, Hu Wenhai, Liu Haiwang, Lavrynovitch, Obrapalski, e Kumatarō Kido e Yagorō Tani.

## Legislazione mondiale

### Italia
(Articolo 422 Codice penale italiano)
Il codice penale italiano prevede il reato di strage all'art. 422, tra i delitti contro l'incolumità pubblica. La fattispecie criminosa descritta nell'articolo consiste nel compiere "atti tali da porre in pericolo la pubblica incolumità" (reato di pericolo), "al fine di uccidere" (dolo specifico). Il delitto è punito con l'ergastolo, se dal fatto deriva la morte di una o più persone; con la reclusione non inferiore a quindici anni negli altri casi (quindi, se, ad esempio, vi sono solo feriti o se la strage fallisce). Nel testo originario dell'articolo, se dal fatto derivava la morte di più persone, era comminata la pena capitale.
Il delitto di strage è integrato, quanto alla condotta, dal solo porre in essere atti idonei a mettere in pericolo la pubblica incolumità.
È pertanto classificato fra i reati a consumazione anticipata e non è ammissibile il tentativo.
La competenza per materia appartiene alla Corte d'assise.
Se la strage è compiuta con il dolo specifico di attentare alla sicurezza dello Stato, si ricade nella previsione dell'art. 285 c.p. (Devastazione, saccheggio e strage).